# The Strypes
The Strypes es una banda de rock and roll de Cavan, Irlanda, formada en 2010 y constituida por Ross Farrelly (Voz principal y armónica), Josh McClorey (Guitarra y coros), Pete O'Hanlon (Bajo y armónica) y Evan Walsh (Batería). Su estilo proviene del estallido del blues en los 60's y las bandas de pub rock de los 70's como Dr. Feelgood, Eddie and the Hot Rods, The Rolling Stones, The Yardbirds, Lew Lewis y Rockpile y en artistas de blues y rock and roll como Chuck Berry, Bo Diddley, Howlin' Wolf y Little Walter.

## Carrera musical

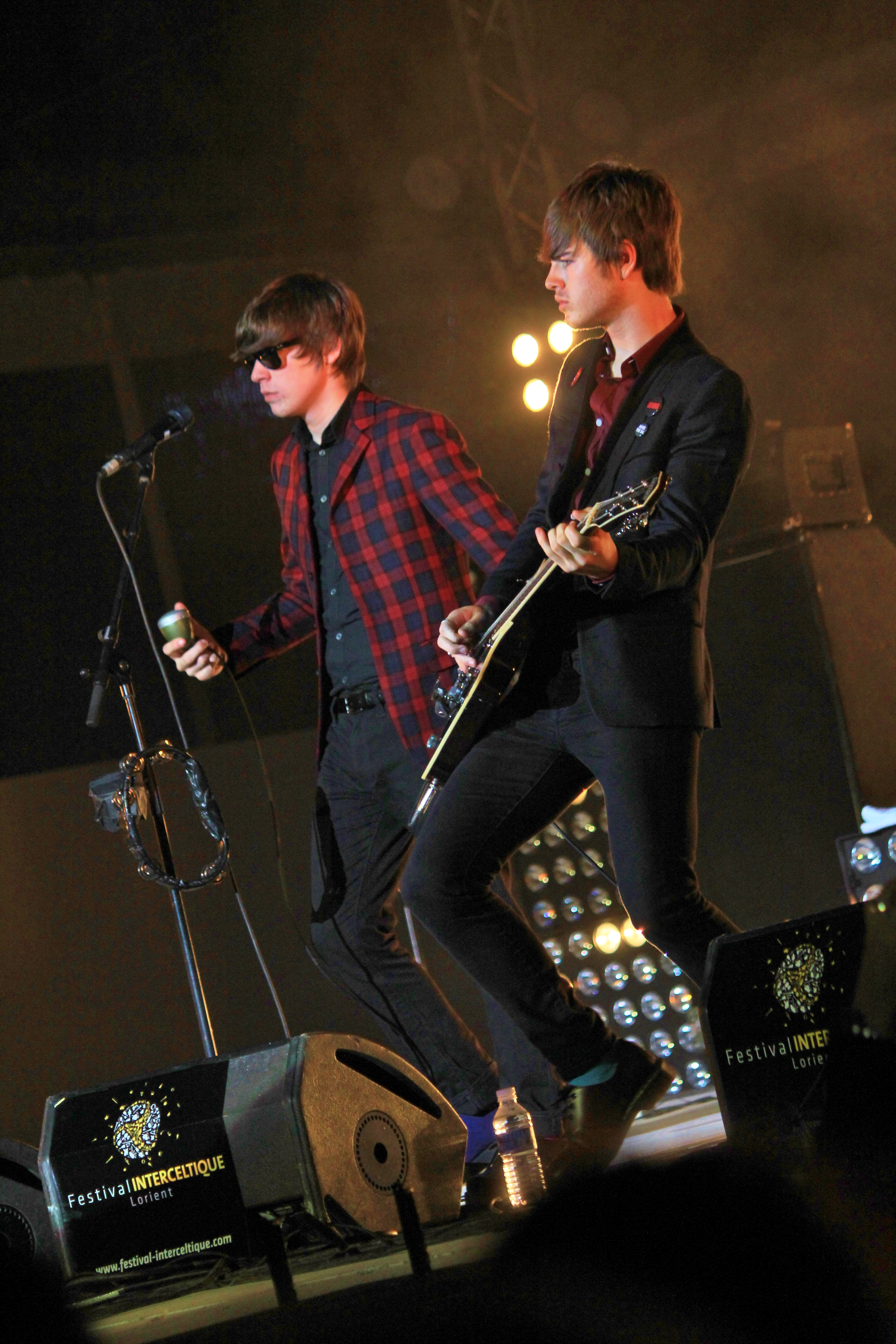
Concierto de The Strypes en el Festival Incerteltique de Lorient de 2014.

### Formación y primeros años
La banda comenzó en la ciudad de Cavan en Irlanda con la original formación de Josh McClorey, Evan Walsh, Pete O'Hanlon a la voz, Jack Hayden (Bajo) y Conor Bates (Guitarra). Su primer debut fue en el concierto de Navidad de la escuela primera y tras eso comenzaron a tocar por los alrededores de Cavan. Sin embargo a los pocos meses, Hayden y Bates dejan la banda y O'Hanlon toca el bajo a la vez que entra Ross Farrelly a la voz y la armónica.

### 2012-presente: Progreso y álbum debut
En abril de 2012, sacaron un EP de producción propia con cuatro versiones de blues y llamado Young, Gifted & Blue. En él se encontraba la famosa versión de Bo Diddley de la canción "Yo can't Jugge a Book by the Cover". El EP acabó siendo número 1 en iTunes Blues Chart el día después de ser publicado.
La publicación del EP también atrajo a compañías discografícas de interés y se produjo una batalla entre las mejores compañías para conseguir la firma de la banda. Durante este periodo, los Strypes se dedicaron a viajar a Londres para tocar en clubs y cafés. Ellos firmaron para Rocket Music Management, dirigida por Elton John, el cual era un fan de la banda. En diciembre decidieron firmar en Mercury Records. A partir de esto, la banda ha comenzado a tocar en varios lugares alrededor de Europa y han realizado una gira por Japón. Además de salir en varias revistas de música como NME y periódicos nacionales, los Strypes cuentan con el apoyo de Jeff Beck, Paul Weller, Noel Gallagher, Roger Daltrey, Miles Kane, Dave Grohl, Alice Cooper, Angus Young y Elton John.
El 28 de marzo de 2013 sacaron su nuevo sencillo en Mercury Records, una canción original llamada "Blue Collar Jane", la cual recibió una enorme acogida y que acabó siendo reeditada en un doble vinilo de 7 con el sencillo de "Blue Collar Jane" más una cara B con las canciones de "Young, Gifted & Blue".
Durante abril de 2013, la banda tocó en directo para el programa de la BBC2, Later... with Jools Holland junto con otros artistas musicales.
Su segundo sencillo, "Hometown Girls" fue publicado como descarga en mayo de 2013 y como vinilo el 8 de julio y su tercer sencillo, "What A Shame", fue publicado en descarga el 26 de julio y en vinilo a finales de agosto. Tras esto, la banda decidió anunciar su primer álbum debut, llamado Snapshot, que fue finalmente publicado el 9 de septiembre de 2013 y producido por el aclamado productor Chris Thomas conocido por participar con The Beatles y Sex Pistols.
Además, en 27 de junio de 2013 la banda fue anunciada como teloneros en la gira del grupo británico de indie-rock, Arctic Monkeys, en donde darán conciertos por lugares como Reino Unido, Francia, Alemania y España.

## Discografía

### Estudio
- Snapshot (2013)
- Little Victories (2015)
- Spitting Image (2017)

### EPs
- Young Gifted & Blue (2012)

- Blue Collar Jane (2013)

- 4 Track Mind (2014)

### Sencillos
| Año  | Título             | Cara-B                                             | Puesto en las listas | Álbum     |
| Año  | Título             | Cara-B                                             | UK                   | Álbum     |
| ---- | ------------------ | -------------------------------------------------- | -------------------- | --------- |
| 2013 | "Blue Collar Jane" | "What the People Don't See", "I Wish You Would"    | 125                  | Snapshot  |
| 2013 | "Hometown Girls"   | "C. C. Rider (live)", "Stormy Monday Blues (live)" | 140                  | Snapshot  |
| 2013 | "What a Shame"     | "Beautiful Delilah", "I Can Tell (live)"           | —                    | Snapshot  |
| 2013 | "Come Together"    | —                                                  | —                    | Sin álbum |